# 疊碼
疊碼或沓碼（葡萄牙語：bate-ficha）是一種賭場招攬客人的手法。因為疊碼的角色是帶一些客人到某賭場或賭廳去賭錢，所以賭場會發放佣金給疊碼的人。賭場就利用疊碼的人把客人現金碼換成「泥碼」方式去計算換了多少現金碼。然後發放佣金給俗稱疊碼仔的人，換的現金碼越多，佣金就越多。

## 人员
疊碼仔是澳門博彩業中一種特有職業，其發展與澳門歷史及當地黑幫有著千絲萬縷的關係，規範化後稱為博彩中介人合作者。至今有些疊碼仔仍會從事洗黑錢及非法借貸等業務。

## 历史
疊碼仔約在20世紀80年代中葉興起，當時澳門賭場廣設賭廳（貴賓廳），疊碼仔成了這些賭廳拉攏客源的重要角色，因應而生的「疊碼制」大行其道。
澳門在未開放賭牌之前，賭業專營權曾被黑幫壟斷多年，當時的疊碼仔多有黑白兩道人脈，除了向賭客提供兌換籌碼服務，也兼做「大耳窿」（地下錢莊）放高利貸及經營妓女應召站等。直到2008年澳門政府執行《仲介人行政法規》，規定疊碼仔需領牌及受到監管之後，疊碼仔的營利管道才變得相對單純，主要是賺取賭廳的博彩仲介傭金，但仍有一些檯面下的灰色收入，比如賭B數、賭台底等。

## 命名
疊碼仔的命名由來與其所賺取的仲介傭金有關，俗稱碼傭或者碼糧。碼傭與賭桌上一種特殊的籌碼──泥碼息息相關。泥碼又稱死碼，只能用來下注但不能兌換現金，不像一般賭客所使用的現金碼，既可下注又可按面值換錢。泥碼能確保賭客將換來的籌碼全用於賭博下注，賭場為了拉客促銷，會用比面值便宜0.7%至1.3%的價格，將泥碼賣給疊碼仔。疊碼仔再將這些泥碼轉賣給賭客，賺取中間的差額，也就是碼傭。
當賭客被疊碼仔帶進賭廳時，他們身上一般不會攜帶太多現金，所以疊碼仔也會提供借貸服務，只是交到這些賭客手上的是泥碼，如果賭客借了500萬，這其中已為疊碼仔產生最少3萬5千元的碼傭收益。賭客在賭局中輸的是泥碼，但贏回來的是現金碼，經過一段時間，他們手上的泥碼輸光了，最後剩下的現金碼可以選擇繼續下注，或者兌換現金離場。
賭客如果繼續賭，疊碼仔便會用預先準備的泥碼替換賭客手中的現金碼。在這個交易過程中，賭客未必会損失，但疊碼仔則又另外賺到一筆0.7%至1.3%差額的碼傭；假如赌客在中途想抽身，泥码不能变回等值金钱，只能投注，直到全部输掉；也可能能跟叠码仔私下协商处理。這種現金碼與泥碼迴圈兌換的行為叫做「疊碼」，疊碼仔的名字便是由此而來的。音譯差異疊碼仔也稱疊馬仔或沓碼仔。
2008年澳門政府宣布執行《中介人行政法規》，規定賭廳廳主和疊碼仔皆要受到牌照監管，而疊碼仔必須沒有刑事犯罪記錄。

## 泥碼
泥碼是疊碼衍生出來的一種籌碼，是一種不可直接換取現金的籌碼。

## 轉碼佣金計算
在澳門一般賭廳佣金百份比為0.7至1.25%。例子：轉碼100萬，佣金百份比1.2%：100萬 乘 1.2% = 1.2萬